# 百仕達控股
百仕達控股有限公司（港交所：1168）成立於1992年，是一家中國房地產發展公司，主要於深圳和上海成功開發了房地產項目。公司總部設立於香港。
百仕達亦通過其聯營公司投資於中國的能源業務。聯營公司威華達控股有限公司及港華燃氣有限公司。

## 旗下項目
- 深圳 百仕達花園及喜薈城
- 深圳 紅樹西岸
- 上海 洛克外灘源